# Edward Albert Sharpey-Schafer
Sir Edward Albert Sharpey-Schafer, angleški fiziolog in akademik, * 2. junij 1850, † 29. marec 1935.
Velja za utemeljitelja endokrinologije. S sodelavcem je odkril hormon adrenalin in dokazal njegovo delovanje. Skoval je pridevnik »endokrin« za izločke žlez brez izvodil in besedo insulin za izloček trebušne slinavke, ki je bil po njegovi hipotezi odgovoren za diabetes.